# Explodera Bateria!
Explodera Bateria! är den svenska popartisten Håkan Hellströms första dvd-release, utgiven den 26 november 2003. DVD:n består av 14 låtar inspelade i Lisebergshallen i Göteborg den 20 december 2002, sex musikvideor samt diverse extramaterial. Ljudet finns i två lägen; Dolby Digital 5.1 och Dolby Digital 2.0. DVD:n har en speltid på 105 minuter.

## Låtlista

### Live i Lisebergshallen, 20 december 2002
1. "Mitt Gullbergs kaj paradis" (Hellström, Timo Räisinen)
2. "Uppsnärjd i det blå" (Hellström, Räisinen, Johan Neckvall, Daniel Gilbert)
3. "Gråsparven när hon sjunger" (Hellström)
4. "Den fulaste flickan i världen" (Hellström, Björn Olsson)
5. "Minnen av aprilhimlen" (Hellström)
6. "Ramlar" (Hellström)
7. "En vän med en bil" (Hellström)
8. "Förhoppningar och regnbågar" (Hellström)
9. "Det är så jag säger det" (Hellström)
10. "Rockenroll, blåa ögon - igen" (Hellström, Räisinen)
11. "Känn ingen sorg för mig Göteborg" (Hellström)
12. "Kom igen Lena!" (Hellström)
13. "Nu kan du få mig så lätt" (Hellström)
14. "Vi två, 17 år" (Hellström)

### Musikvideor
- "Känn igen sorg Göteborg" (Regissör: Louise Storm och Fredrik Egerstrand, 2000)
- "Ramlar" (Regissör: Magnus Rosman, 2000)
- "Den fulaste flickan i världen" (Regissör: Magnus Rosman, 2003)
- "Nu kan du få mig så lätt" (Regissör: Magnus Rosman, 2001)
- "En vän med en bil" (Regissör: Karl-Johan Larsson, 2001)
- "Kom igen Lena!" (Regissör: Joakim Åhlund, 2002)

### Extramaterial
- Innan och efter konserten  (intervjuer)
- Jag säger då det – filmen om det nya albumet
- Fotocollage
- "Vi två, 17 år" – live 2000 (Accelerator-turnén)
- Plus hemlig låt